# The Owners Trophy
The Owners Trophy är ett travlopp för varmblod som körs på Solvalla i Stockholm varje år under hösten. Loppet körs över 2140 meter. Förstapris är 200 000 kronor. Första upplagan av The Owners Trophy kördes den 6 november 1984 och vanns av Meadow Road tillsammans med kusken och tränaren Torbjörn Jansson.

## Vinnare
| År   | Häst              | Kusk               | Tränare           | Tid    |
| ---- | ----------------- | ------------------ | ----------------- | ------ |
| 2021 | Upper Face        | Per Lennartsson    | Adrian Kolgjini   | 1.12,2 |
| 2020 | My Dream Art      | Oskar J. Andersson | Timo Nurmos       | 1.12,4 |
| 2019 | Pablo Andover     | Jorma Kontio       | Bengt L. Axelsson | 1.12,5 |
| 2018 | Volstead          | Johnny Takter      | Stefan Melander   | 1.12,2 |
| 2017 | Balfour           | Robert Bergh       | Robert Bergh      | 1.13,1 |
| 2016 | Tobin Kronos      | Örjan Kihlström    | Daniel Redén      | 1.12,1 |
| 2015 | Underpaid Hanover | Björn Goop         | Björn Goop        | 1.12,5 |
| 2014 | Checco Boko       | Jorma Kontio       | Timo Nurmos       | 1.13,7 |
| 2013 | Maharajah         | Örjan Kihlström    | Stefan Hultman    | 1.12,7 |
| 2012 | Orione Spin       | Lutfi Kolgjini     | Lutfi Kolgjini    | 1.14,8 |
| 2011 | Gossip's Winner   | Magnus Jakobsson   | Åke Svanstedt     | 1.13,2 |
| 2010 | Triton Sund       | Örjan Kihlström    | Stefan Hultman    | 1.14,8 |
| 2009 | Beanie M.M.       | Torbjörn Jansson   | Morten Waage      | 1.13,5 |
| 2008 | Steel Pepper      | Erik Adielsson     | Stig H. Johansson | 1.14,5 |
| 2007 | Mac Kindley       | Robert Bergh       | Robert Bergh      | 1.14,3 |
| 2006 | Nasdaq Boy        | Åke Svanstedt      | Åke Svanstedt     | 1.14,8 |
| 2005 | Rado              | Björn Goop         | Ulf Stenströmer   | 1.15,0 |